# La Descente dans les limbes
La Descente dans les limbes  ou Le Christ aux Limbes est un tableau datant de 1470-1475, du peintre  de la Renaissance Andrea Mantegna. Il était conservé dans la collection Barbara Piasecka Johnson mais il a été vendu chez Sotheby's New York en 2003. 

## Historique
Ce tableau en tempera et or, sur toile de 38,8 × 42,3 cm (dont une première version a été réalisée par Mantegna en 1468 pour le marquis Ludovic Gonzague), a été  probablement commanditée par  Ferdinando Carlo, duc de Mantoue, autour de 1470–1475.

## Thème

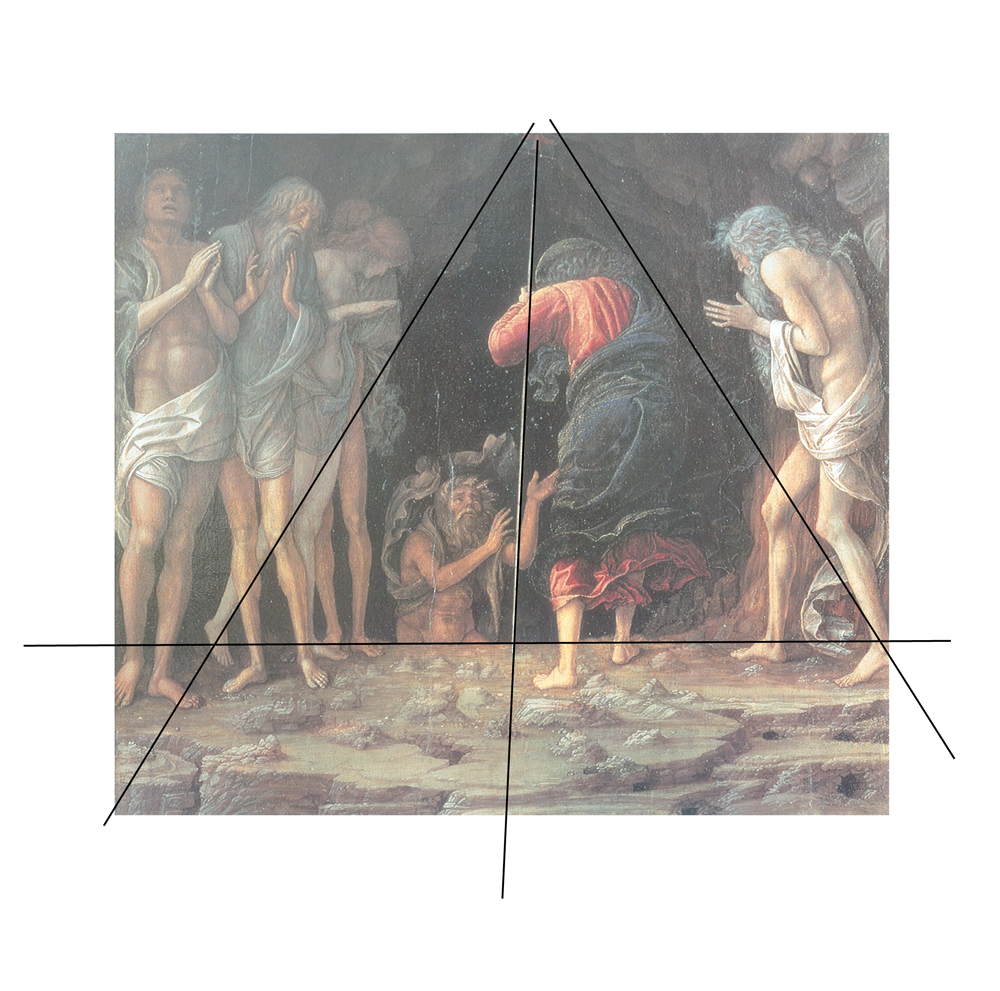
Schéma des lignes de force du tableau.

Les Limbes des patriarches, entre le Paradis, l'Enfer et le Purgatoire,  lieu des âmes des morts d'avant la Résurrection du Christ, sont visitées par lui entre le Vendredi saint et le jour de Pâques, selon la première épître de Pierre, laquelle indique que Jésus « est allé prêcher aux esprits en prison » (3:19), un épisode nommé aussi Descente aux Enfers. Il ne s'agit donc pas des Limbes des enfants (lieu des âmes des enfants morts sans baptême), absents dans la scène représentée.

## Description
Jésus habillé (vêtu en partie de rouge, couleur symbolique de la Passion) et tenant un bâton, se tient de dos, penché vers un patriarche à mi-corps émergeant d'une grotte profonde. Il est entouré de personnages peu vêtus, quatre à gauche,  un à droite, le priant mains jointes ou ouvertes.

## Analyse
L'ouverture de la grotte s'inscrit dans un triangle comprenant le bâton de Jésus en médiane verticale ; les côtés diagonaux du triangle  s'appuient sur certaines lignes des jambes des patriarches placés sur les bords, dans des zones moins sombres adoucies par un sfumato.
A contrario de l'iconographie courante du sujet biblique, on n'aperçoit pas la porte des Limbes défoncée et écroulée sur le démon (voir  La Descente du Christ dans les limbes de Domenico Beccafumi, Pinacothèque nationale de Sienne). Dans l'œuvre de Mantegna le point de vue est extérieur au lieu des limbes et le regard se porte sur le dos du Christ.

## Anecdote
Ce tableau a été adjugé aux enchères chez Sotheby's, en janvier 2003 à New York, pour 28 millions US$.